# Energopetrol
Energopetrol je bosanskohercegovačka naftna tvrtka sa sjedištem u Sarajevu.
Osnovan je 1960. godine kao dio korporacije Energoinvest. Logo mu uključuje slova "EP" fonta serif okružena narančastim krugom.

## Vlasništvo
Vlada Federacije Bosne i Hercegovine je ponudila na prodaju 67 % dionica Energopetrola u svom vlasništvu. Hrvatsko-mađarski konzorcij INA-MOL ponudio je 220 milijuna KM za otkup navedene količine dionica. Predviđena procedura otkupa je završena krajem 2006., te je Energopetrol trenutačno u većinskom vlasništvu spomenutog konzorcija.
Vlada FBiH je također izdvojila dio firme Energopetrol Terminali i preregistrirala ih u novu poslovnu jedinicu naziva Terminali FBiH, zadržavši ih pod svojom kontrolom. Pod kontrolom Vlade je ostao i reprezentativni hotel Maršal na Bjelašnici.

## Osnovni podaci
- Naziv: Energopetrol
- Mjesto: Sarajevo
- Adresa: Maršala Tita 36
- Kanton: Sarajevo
- Broj zaposlenih: 1092
- Broje emitiranih dionica: 5 492 922
- Ukupni kapital: 22 669 989 KM

Trenutna vlasnička struktura:
- INA-MOL - 67 %
- Vlada FBiH - 22,1214 %
- Mali dioničari - 10,8786 %

## Vanjske poveznice
- Podaci sa stranice FIPA  Arhivirana inačica izvorne stranice od 28. listopada 2004. (Wayback Machine)
- Energopetrol web stranica
- MOL o kupovini EP-a  Arhivirana inačica izvorne stranice od 13. listopada 2007. (Wayback Machine)